# Gaby von Schönthan
Gaby von Schönthan (Pseudonym; geb. Gabriele Philipp, verh. Gabriele Frischauer; * 12. September 1926 in Wien; † 20. November 2002 in Wien) war eine österreichische Schauspielerin und Schriftstellerin.

## Leben und Wirken
Gabriele Philipp war die Urenkelin von Franz von Schönthan. Sie absolvierte das Max Reinhardt Seminar und wurde zunächst Schauspielerin. Ab 1945 trat sie als Kabarettistin in der von Rolf Olsen gegründeten Wiener Kleinkunstbühne Kleines Brettl auf. Anschließend spielte sie ab 1948 im Theater in der Josefstadt und wurde 1950 am Hessischen Staatstheater Wiesbaden engagiert. In den Jahren 1949 bis 1952 spielte sie als Gaby Philipp in einigen Filmen mit, so in Geheimnisvolle Tiefe, Das doppelte Lottchen und Frühling auf dem Eis.

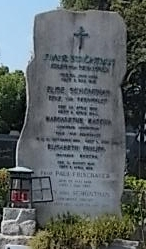
Grabstätte Gaby Schönthan

Im Mai 1958 heiratete sie Paul Frischauer. Anfang der 1960er Jahre begann sie zu schreiben und nahm nach ihrem Urgroßvater das Pseudonym Gaby von Schönthan an. Ihr erster Roman Die Geliebte des Königs über das Leben von Marie-Jeanne Bécu, comtesse du Barry erschien 1963. Ihre Romane wurden mehrfach aufgelegt und in mehrere Sprachen übersetzt.
Die Autorin und Journalistin Hertha Pauli rezensierte einige ihrer Romane und empfahl sie für die Übersetzung in die englische Sprache.
Gaby von Schönthan wurde auf dem Döblinger Friedhof (32–29) in Wien beerdigt.

## Werke
- Die Geliebte des Königs. Der Lebensroman der Gräfin Dubarry. Mosaik, Hamburg 1963, DNB 454451121.

- Niederländisch: Marie-Jeanne du Barry. Bigot & van Rossum, Blaricum 1965.
- Finnisch: Kuninkaan rakastettu. Karisto, Hämeenlinna 1966. 2. Auflage 1990.

- Angenehme Müdigkeit. Von Schröder, Hamburg 1965, DNB 454451156.

- Finnisch: Suloinen raukeus. Karisto, Hämeenlinna 1967.

- Die Rosen von Malmaison. Das bewegte Leben der schönen Joséphine. Hoffmann und Campe, Hamburg 1966, DNB 458877794.

- Dänisch: Roserne fra Malmaison. Grafisk, Kopenhagen 1967.
- Englisch: The Roses of Malmaison. Meredith, New York 1968.
- Finnisch: Malmaisonin ruusut. Karisto, Hämeenlinna 1969.
- Französisch: Les Roses de Malmaison. Michel, Paris 1969.
- Niederländisch: Joséphine de Beauharnais. Uitgeverij Spaarnestad, Haarlem 1969.
- Schwedisch: Rosorna i Malmaison. Bra Böcker, Höganäs 1970.

- Madame Casanova. Droemer, Zürich 1968, DNB 458877743.

- Spanisch: Madame Casanova. Plaza & Janés, Esplugas de Llobregat/Barcelona 1970.
- Slowakisch: Korzičanka. Tatran, Bratislava 1972.
- Englisch: Madame Casanova. Sphere Books, London 1973.
- Estnisch: Madame Casanova. Olion, Tallinn 2009.

- Die Löwin von San Marco. Hoffmann und Campe, Hamburg 1972, ISBN 3-455-06738-7.

- Slowenisch: Levinja svetega Marka. Pomurska Založba, Murska Sobota 1976.

- Das Herrenhaus. Die Geschichte der Pernwalds. Hoffmann und Campe, Hamburg 1977, ISBN 3-455-06735-2.
- Zwei ungleiche Schwestern. Bertelsmann, München 1980, ISBN 3-570-00285-3.
- So nah der Liebe. (Neuausgabe von Angenehme Müdigkeit). Goldmann, München 1980, ISBN 3-442-03890-1.
- Wie viele Stunden hat die Nacht. Bertelsmann, München 1982, ISBN 3-570-00329-9.
- mit Joseph M. Grumbach-Palme: Konditorei Zauner. Bad Ischl und das Salzkammergut. Eine kleine Kulturgeschichte. Goldmann, München 1982, ISBN 3-442-26744-7.
- Annina. Blanvalet, München 1986, ISBN 3-7645-4528-5.
- Susi Nicoletti: Nicht alles war Theater. Erinnerungen. Aufgezeichnet von Gaby von Schönthan. List, München 1997, ISBN 3-471-78237-0.